# Pliensbachi–toarci kihalási esemény
A pliensbachi–toarci kihalási esemény egy kisebb kihalási esemény, amely nagyjából 183 millió évvel ezelőtt következett be, a kora jura kor pliensbachi és toarci korszakainak határán.
A pliensbachi és a toarci határán egy viszonylag kis mértékű kihalási esemény következett be, ennek hatásait a likacsosházúak-faunájára Magyarország területén Görög Ágnes mutatta ki a bakonycsernyei Tűzköves-árok rétegsorában. Pálffy József tanulmánya szerint a kihalási ráta mintegy négymillió éven keresztül haladta meg számottevően a háttérértéket, a kihalási csúcs pedig mintegy 183 millió évvel ezelőtt következett be.
A kihalást először világméretűnek gondolták, később regionálisnak, a részletes vizsgálatok azonban globális krízist mutattak ki. A kihalás oka valószínűleg anoxikus esemény volt (az óceán oxigénszintjének csökkenése), amelyet az intenzív vulkáni tevékenység okozhatott. A Gondwana őskontinens déli részén 183 millió évvel ezelőtt tetőzött a Karoo és Ferra bazaltprovinciák vulkanizmusa.